# Daniel Masur
Daniel Masur (Bückeburg, 6 novembre 1994) è un tennista tedesco.
Attivo in prevalenza nei circuiti Challenger e ITF, i suoi migliori ranking ATP sono stati la 149ª posizione in doppio raggiunta nel settembre 2022 e la  176ª in singolare del marzo 2022. Ha debuttato in doppio nella squadra tedesca di Coppa Davis nel 2016.

## Carriera

### Juniores
Da juniores vince 5 tornei dell'ITF Junior Circuit in singolare e 5 in doppio. Nel luglio 2012 raggiunge la 13ª posizione nel ranking mondiale di categoria. Nel settembre successivo disputa la semifinale di doppio agli US Open juniores in coppia con Maximilian Marterer e viene sconfitto in due set da Nick Kyrgios / Jordan Thompson.

### Professionismo
Esordisce tra i professionisti con una wild card nel luglio 2011 al Challenger di Dortmund e viene sconfitto al primo turno sia in singolare che in doppio. Al suo secondo torneo, nel giugno 2013 al Futures Germany F5 dell'ITF Men's Circuit, si impone al primo turno in singolare prima di uscire al secondo turno; nello stesso torneo conquista il primo titolo in doppio in coppia con Nils Langer. Ne conquista altri 4 in doppio nel 2014, mentre il primo titolo Futures in singolare è del luglio 2014 al Belgium F6, quando batte in finale in tre set Dimitar Grabul. Quell'anno vince in singolare anche i Futures Spain F28 e Kuwait F2, grazie ai quali chiude l'anno nella top 500. All'inizio del 2015 non ottiene risultati di rilievo e compie i maggiori progressi nella seconda parte della stagione. In giugno vince il titolo in doppio all'ITF Futures Italy F15 e a fine agosto vince in singolare il torneo Germany F15. Alcuni discreti risultati in singolare nei Challenger di settembre lo portano al 350º posto del ranking.
Inizia il 2016 vincendo il Futures Germany F1 in singolare. In luglio fa il suo debutto nel tabellone principale di un torneo ATP in doppio ad Amburgo insieme a Cedrik-Marcel Stebe e viene eliminato al primo turno. In agosto raggiunge la semifinale in singolare al Challenger di Meerbusch, risultato che lo porta nella top 300. In settembre vince il primo trofeo Challenger in doppio ad Alphen aan den Rijn in coppia con Jan-Lennard Struff. La settimana dopo debutta anche in Coppa Davis in occasione della sfida che contrappone i tedeschi alla Polonia, viene schierato nell'incontro di doppio con Daniel Brands e perde al quinto set contro Łukasz Kubot / Marcin Matkowski dopo essere stato in vantaggio di 2 set a 0. In novembre vince il secondo titolo Challenger in doppio a Kōbe insieme a Ante Pavić. La semifinale in singolare al Challenger di Toyota gli fa chiudere la stagione con il nuovo best ranking al 232º posto.
L'esordio in singolare nel main draw di un torneo ATP avviene grazie a una wild card nel maggio 2017 a Monaco di Baviera e viene sconfitto al primo turno da Jan-Lennard Struff per 3-6, 4-6. A fine mese vince i suoi primi due incontri nelle qualificazioni di uno Slam al Roland Garros, in particolare al primo turno supera per la prima volta in carriera un top 100, il nº 97 Adam Pavlásek; l'accesso al tabellone principale gli viene negato da Arthur De Greef, che vince in due set. Tre settimane dopo raggiunge il 203º posto nella classifica ATP in singolare, suo nuovo miglior ranking. In settembre supera per la prima volta le qualificazioni di un torneo ATP a San Pietroburgo sconfiggendo al primo incontro Tejmuraz Gabašvili e al secondo Alexey Vatutin; al primo turno del main draw cede in tre set a Ričardas Berankis.
Al debutto stagionale nel gennaio 2018, vince sia il torneo in singolare che quello in doppio al Futures Germany F1, saranno gli unici titoli vinti in stagione. A fine aprile torna nel cartellone principale dell'ATP 250 di Monaco di Baviera, questa volta dopo aver superato le qualificazioni, e al primo turno viene di nuovo eliminato da Struff. In luglio si qualifica anche ad Amburgo e vince il suo primo incontro in un tabellone ATP battendo in due set il nº 47 ATP Maximilian Marterer al primo turno; viene quindi eliminato da Diego Schwartzman. Nel corso dell'anno non supera mai i quarti di finale nei tornei Challenger.
Nel luglio 2019, al primo turno del torneo di doppio di Amburgo, Masur e il compagno Julian Lenz sconfiggono in tre set i fratelli Alexander e Mischa Zverev dopo aver salvato due match point, e vengono eliminati nel turno successivo. In settembre si aggiudica con Ruben Bemelmans il torneo di doppio al Challenger di Glasgow e verso fine anno il doppio al Maia Challenger con Andre Begemann, portandosi nella top 200 del ranking di specialità. Nel 2020 vince solo un titolo ITF in doppio a Trento, mentre nei Challenger non va oltre due semifinali in doppio e due quarti di finale in singolare.
Nel febbraio 2021 vince a Quimper il suo quinto Challenger in doppio, ancora con Bemelmans, risultato che gli vale il miglior ranking al 158º posto. Vince il suo primo Challenger in singolare in carriera il 21 marzo successivo, quando si impone nella finale del Biella Indoor IV superando Matthias Bachinger con il punteggio di 6-3, 6-7, 7-5. In luglio supera le qualificazioni a Wimbledon e ritocca il miglior ranking anche in singolare, al 202º posto. Dopo aver vinto a settembre in coppia con Bemelmans il titolo in doppio al Challenger Biel/Bienne, a novembre batte Maxime Cressy in finale al Challenger di Eckental e a fine mese perde quella al Challenger di Bari contro Oscar Otte; il giorno dopo porta il suo miglior ranking ATP alla 183ª posizione.
Nei primi mesi del 2022 vince con Bemelmans i tornei di doppio nei Challenger di Bendigo, Torino e Lugano. Non consegue particolari risultati in singolare, ma a marzo porta il best ranking al 176º posto. Nel prosieguo della stagione disputa alcuni quarti di finale in doppio e a settembre porta il best ranking di specialità al 149º posto. Nel periodo successivo ottiene pochi successi e tra novembre 2022 e gennaio 2023 esce dalla top 200 del ranking in entrambe le specialità. Nel 2013 scende ulteriormente nei ranking di entrambe le specialità; vince in singolare due tornei ITF e non va mai oltre il secondo turno nei Challenger, mentre in doppio vince tre tornei ITF e raggiunge una finale Challenger.

## Statistiche
Aggiornate al 18 marzo 2024.

### Tornei minori

#### Singolare

##### Vittorie (15)
| Legenda tornei minori |
| Challenger (2)        |
| ITF (13)              |

| Nº  | Data              | Torneo                        | Superficie    | Avversario in finale  | Punteggio                |
| 1.  | 13 luglio 2014    | Belgium F6, Knokke            | Terra rossa   | Dimitar Grabul        | 7–6(6), 4-6, 7–6(6)      |
| 2.  | 28 settembre 2014 | Spain F28, Siviglia           | Terra rossa   | Pedro Cachín          | 7-5, 6-3                 |
| 3.  | 23 novembre 2014  | Kuwait F2, Meshref            | Cemento       | Roberto Ortega Olmedo | 7–6(5), 7-5              |
| 4.  | 30 agosto 2015    | Germany F13, Überlingen       | Terra rossa   | Laslo Urrutia Fuentes | 6-1, 6-4                 |
| 5.  | 17 gennaio 2016   | Germany F1, Schwieberdingen   | Sintetico (i) | Andreas Beck          | 7–6(10), 6(11)–7, 7–6(5) |
| 6.  | 29 ottobre 2017   | Germany F16, Amburgo          | Cemento (i)   | Daniel Altmaier       | 6-3, 3-6, 6-3            |
| 7.  | 14 gennaio 2018   | Germany F1, Schwieberdingen   | Sintetico (i) | Kevin Krawietz        | 6-2, 7-5                 |
| 8.  | 25 agosto 2019    | M25, Schlieren                | Terra rossa   | Benjamin Bonzi        | 6-4, 6-2                 |
| 9.  | 21 marzo 2021     | Biella Indoor IV, Biella      | Cemento (i)   | Matthias Bachinger    | 6–3, 6(8)–7, 7–5         |
| 10. | 7 novembre 2021   | Challenger Eckental, Eckental | Sintetico (i) | Maxime Cressy         | 6–4, 6–4                 |

#### Doppio

##### Vittorie (24)
| Legenda tornei minori |
| Challenger (9)        |
| ITF (15)              |

| Nº | Data              | Torneo                                     | Superficie  | Compagno           | Avversari in finale                         | Punteggio           |
| 1. | 10 settembre 2016 | TEAN International, Alphen aan den Rijn    | Terra rossa | Jan-Lennard Struff | Robin Haase Boy Westerhof                   | 6–4, 6–1            |
| 2. | 12 novembre 2016  | Kobe Challenger, Kōbe                      | Cemento (i) | Ante Pavić         | Jeevan Nedunchezhiyan Christopher Rungkat   | 4–6, 6–3, [10–6]    |
| 3. | 21 settembre 2019 | Glasgow Trophy, Glasgow                    | Cemento (i) | Ruben Bemelmans    | Jamie Murray John-Patrick Smith             | 4–6, 6–3, [10–8]    |
| 4. | 23 novembre 2019  | Maia Challenger, Maia                      | Terra rossa | Andre Begemann     | Guillermo García López David Vega Hernández | 7–6(2), 6–4         |
| 5. | 6 febbraio 2021   | Open Quimper Bretagne Occidentale, Quimper | Cemento (i) | Ruben Bemelmans    | Brandon Nakashima Hunter Reese              | 6–2, 6–1            |
| 6. | 25 settembre 2021 | Challenger Biel/Bienne, Bienne             | Cemento (i) | Ruben Bemelmans    | Marc-Andrea Hüsler Dominic Stricker         | walkover            |
| 7. | 8 gennaio 2022    | Bendigo International, Bendigo             | Cemento     | Ruben Bemelmans    | Enzo Couacaud Blaž Rola                     | 7–6(2), 6-4         |
| 8. | 5 marzo 2022      | Torino Challenger, Torino                  | Cemento (i) | Ruben Bemelmans    | Sander Arends David Pel                     | 3–6, 6–3, [10–8]    |
| 9. | 2 aprile 2022     | Challenger Lugano, Lugano                  | Cemento (i) | Ruben Bemelmans    | Jérôme Kym Leandro Riedi                    | 6–4, 6(5)–7, [10–7] |